# ESAN (Sindicat Nacional dels policies del País Basc)
Euskal Polizien Sindikatu Abertzale Nazionala (ESAN), (Sindicat Nacional dels policies del País Basc en castellà), és un sindicat professional o corporatiu integrat per treballadors de l'Ertzaintza, inclosos i exercint funcions en el si de l'Euskal Polizia establerta per la Llei de Policia d'Euskadi (Ertzaintza, Policia Foral de Navarra i Policies Locals). En l'actualitat, es tracta del sindicat majoritari a nivell electoral i d'afiliació dins de l'Euskal Polizia.

## Història
En Sindicat ESAN es funda a Guernica, el 26 d'abril de 2006, i es tria la ciutat basca com a símbol dels bascos i de la seva democràcia originària. D'aquesta forma, el sindicat ESAN es crea inicialment com Ertzaintzaren Sindikatu Abertzale Nazionala.

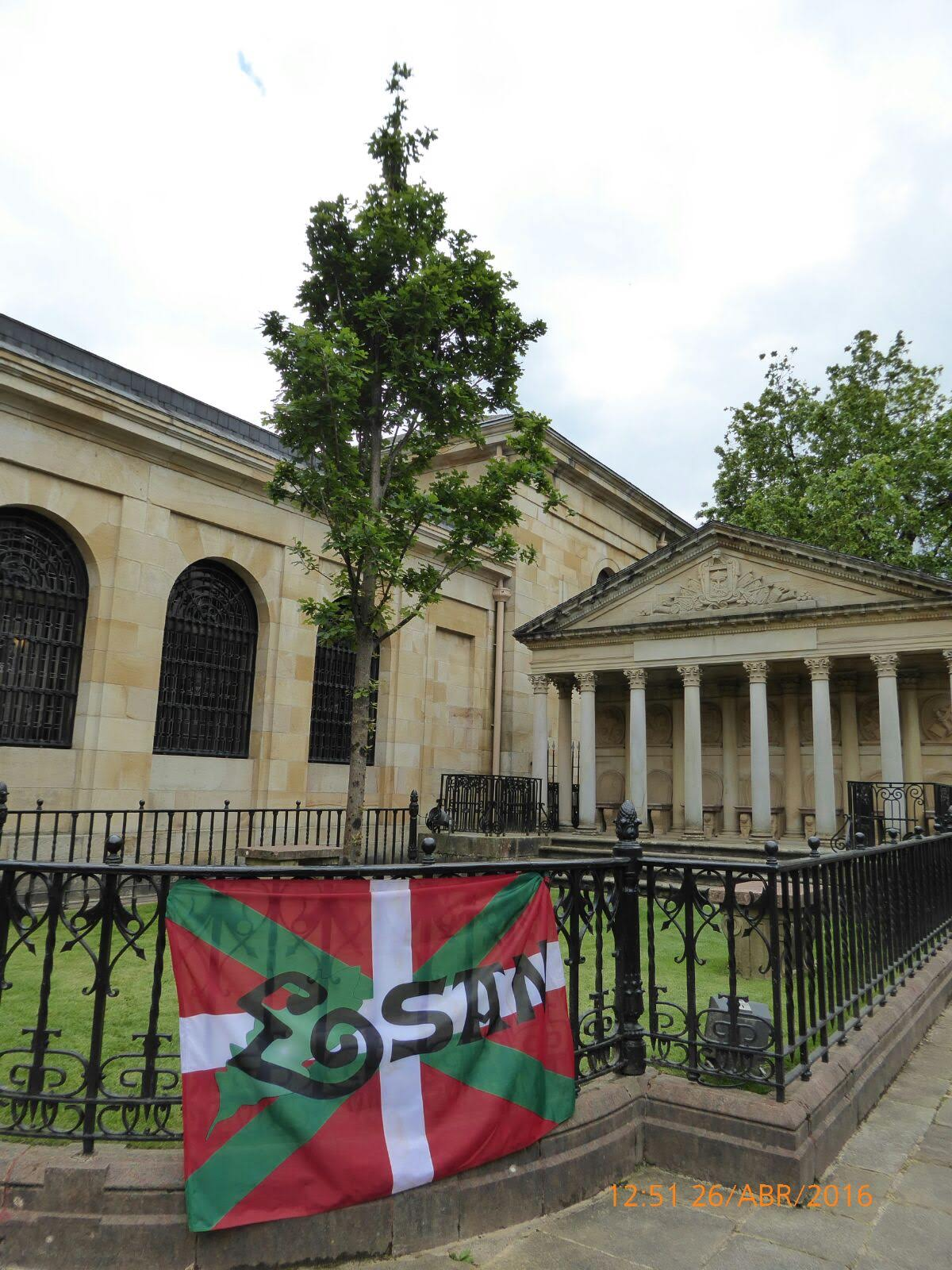
Sindicat ESAN enfront de l'arbre de Guernica

A partir d'aquesta data, ESAN irromp amb força en nombrosos Ajuntaments d'Euskadi com a alternativa sindical de referència per a la Policia obtenint representació en Policies Locals (Udaltzaingoak en basc) i fins i tot guanyant les eleccions en municipis com Bilbao, Donostia, Vitòria-Gasteiz, Amurrio, Arrigorriaga, Barakaldo, Durango, Erandio, Errenteria, Getxo, Pasaia, Plentzia, Portugalete, Santurtzi, Sestao, Mutriku, Zornotza i Zumaia. D'aquesta forma, ESAN es consolida i passa a convertir-se en la primera força sindical de tota l'Euskal Polizia.